# Sam Ojebode
Samuel Ojebode foi um jogador de futebol nigeriano.

## Carreira
Ojebode jogou no Shooting Stars FC, onde ganhou a Copa Africana Copa dos Vencedores de 1976. Também foi capitão no time nacional da Nigéria em três jogos no Campeonato Africano das Nações de 1976.